# Krabbenreiher
Der Krabbenreiher (Nyctanassa violacea, Syn.: Nycticorax violaceus) ist eine Vogelart aus der Familie der Reiher.

## Merkmale
Dieser zierliche Reiher erreicht eine Länge von etwa 61 cm und ein Gewicht von 625 g. Er ähnelt in seinem Aussehen dem Nachtreiher (Nycticorax nycticorax), ist jedoch deutlich schlanker als dieser. Sein Kopf ist verhältnismäßig groß und sein Schnabel auffällig dick. Sein Körpergefieder ist an der Oberseite überwiegend dunkelgrau mit silbrigen Rändern und weißgrau am Bauch. Sein Kopf ist hingegen schwarz mit einer weißen bis gelblichen Stirn, einem ebenso gefärbten Federschopf und weißen Streifen unter den Augen. Während der Paarungszeit verfärben sich die Stirn und Wangen gelb und auf dem Hinterkopf wachsen lange, weiße Zierfedern. Er besitzt rote Augen und kurze, gelbe Beine. Die Geschlechter ähneln sich, das Gefieder der Jungvögel ist braun mit weißen oder grauen Flecken.

## Vorkommen
Er brütet im Küstenbereich der südlichen USA, in der Karibik, fast ganz Mittelamerika und im nördlichen Südamerika. Die nördlichen Populationen gelten als Zugvögel. Sein bevorzugter Lebensraum sind Küsten, Mangroven und küstennahe Sumpfgebiete.

## Verhalten
In den wärmeren Teilen seines Verbreitungsgebiets ist der Krabbenreiher ein Standvogel, die Vögel aus den nördlichen Teilen ziehen jedoch im Winter nach Mittelamerika und in die Karibik. Krabbenreiher gehen einzeln auf die Jagd und lauern am Wasserrand auf Beute. Ihre bevorzugte Nahrung sind Krebstiere, aber auch Amphibien, Insekten und Weichtiere werden erbeutet. Fisch macht hingegen nur einen sehr kleinen Teil seiner Ernährung aus. Wie der Nachtreiher geht der Krabbenreiher meist in der Dunkelheit auf Nahrungssuche, auch wenn er im Vergleich zu diesem eher tagaktiv ist. Ihre Nester aus Zweigen und Schilf errichten die Krabbenreiher paarweise oder in losen Kolonien. Sie nisten gewöhnlich in wassernahen Bäumen oder Büschen. Dort legt das Weibchen zwei bis fünf blau-grüne Eier. Die Aufzucht der Jungen wird von beiden Elternteilen gemeinsam übernommen.